# Lactuca rostrata
Lactuca rostrata là một loài thực vật có hoa trong họ Cúc. Loài này được (Blume) Boerl. mô tả khoa học đầu tiên năm 1891.